# Ixora siphonantha
Ixora siphonantha là một loài thực vật có hoa trong họ Thiến thảo. Loài này được Oliv. mô tả khoa học đầu tiên năm 1892.